# Metropolitana di Hiroshima
La metropolitana di Hiroshima, linea 1 del nuovo trasporto di Hiroshima (広島高速交通広島新交通1号線?, Hiroshima Kōsoku Kōtsū Hiroshima Shinkōtsū 1-gō-sen) è una linea di metropolitana che serve la città giapponese di Hiroshima e la sua periferia nordovest. La linea è lunga 18,4 km e possiede 21 stazioni ed è soprannominata linea Astram (アストラムライン?, Asutoramu rain). Il sistema corre per un breve tratto centrale in sotterraneo per poi continuare per tutta la sua lunghezza in viadotto.

## Caratteristiche
- Sistema: Sistema ettometrico
- Distanza: 18.4 km
- Percorso di guida: laterale
- Stazioni: 22
- Doppio binario: tutto il percorso
- Elettrificazione: 750 V CC
- Sistema di blocco: semaforo interno

## Stazioni
Tutte le stazioni si trovano all'interno della città di Hiroshima
| Stazione            | Giapponese | Distanza interst. | Distanza totale | Collegamenti            | Posizione    |
| ------------------- | ---------- | ----------------- | --------------- | ----------------------- | ------------ |
| Hondōri             | 本通       | -                 | 0.0             | Tram: Linea Ujina       | Chūō-ku      |
| Kenchō-mae          | 県庁前     | 0.3               | 0.3             |                         | Chūō-ku      |
| Jōhoku              | 城北       | 1.1               | 1.4             |                         | Chūō-ku      |
| Shin-Hakushima      | 新白島     | 0.3               | 1.7             | Linea principale San'yō | Chūō-ku      |
| Hakushima           | 白島       | 0.4               | 2.1             |                         | Chūō-ku      |
| Ushita              | 牛田       | 0.8               | 2.9             |                         | Higashi-ku   |
| Fudōin-mae          | 不動院前   | 1.1               | 4.0             |                         | Higashi-ku   |
| Gion-shinbashi-kita | 祇園新橋北 | 1.0               | 5.0             |                         | Asaminami-ku |
| Nishihara           | 西原       | 1.0               | 6.0             |                         | Asaminami-ku |
| Nakasuji            | 中筋       | 1.0               | 7.0             |                         | Asaminami-ku |
| Furuichi            | 古市       | 0.8               | 7.8             |                         | Asaminami-ku |
| Ōmachi              | 大町       | 0.6               | 8.4             | Linea Kabe              | Asaminami-ku |
| Bishamondai         | 毘沙門台   | 1.2               | 9.6             |                         | Asaminami-ku |
| Yasuhigashi         | 安東       | 1.0               | 10.6            |                         | Asaminami-ku |
| Kamiyasu            | 上安       | 0.8               | 11.4            |                         | Asaminami-ku |
| Takatori            | 高取       | 0.6               | 12.0            |                         | Asaminami-ku |
| Chōrakuji           | 長楽寺     | 0.7               | 12.7            |                         | Asaminami-ku |
| Tomo                | 伴         | 1.2               | 13.9            |                         | Asaminami-ku |
| Ōbara               | 大原       | 1.0               | 14.9            |                         | Asaminami-ku |
| Tomo-Chūō           | 伴中央     | 1.1               | 16.0            |                         | Asaminami-ku |
| Ōzuka               | 大塚       | 1.6               | 17.6            |                         | Asaminami-ku |
| Kōiki-kōen-mae      | 広域公園前 | 0.8               | 18.4            |                         | Asaminami-ku |

## Materiale rotabile
- Serie 1000: treno a 6 casse (dal 1999)
- Serie 6000: treno a 6 casse (dal 1994)